# 왈롱어 위키백과

왈롱어 위키백과의 로고

왈롱어 위키백과는 왈롱어로 된 위키백과로, 2006년 1월에 운영을 시작하였다. 2014년 3월 기준으로 13,200여 개의 문서가 수록되어 있다.
기호는 wa이다.